# Nikolaj & Piloterne
Nikolaj og Piloterne er en dansk rockgruppe med sanger, guitarist og komponist Nikolaj Christensen (født 19. februar 1966 på Vesterbro i København) i forgrunden. Numrene er inspireret af forbilleder som Bryan Adams, Ulf Lundell, Bruce Springsteen, Bob Dylan og Thin Lizzy-lederen Phil Lynott.

## Karriere

### 1989 - 1992
Debutalbummet ”Piloter” fra 1989 med de tre hits ”Du er min”, “Engel” og ”Ridderen af kærligheden” blev Nikolaj Christensens gennembrud. For at komme ud og spille sangene samlede han et band, der fik navnet De Nye Piloter - efter en sang på debutalbummet - og bestod af guitaristen Henrik Tvede, trommeslageren Flemming Rothaus, keyboardspilleren Matias LaCour og bassisten Christian Veitner.
Nikolaj Christensen slog igennem med et råt, regulært rockudtryk i en tid, hvor dansk musik var domineret af poleret pop. Han blev tildelt en Grammy i 1990 som "Årets Nye Danske Navn" ved uddelingerne i 1990, og spillede samme år til velbesøgte rock’n’roll koncerter – kulminerende med en optræden på Roskilde Festivals Orange Scene. Nikolaj Christensen blev et hit hos det danske rockpublikum og blev udråbt til teenage idol.
I 1991 blev Piloter fulgt op af Jimmy og Vicky, som bl.a. indeholdt ørehængeren ”Kommer nok hjem”, og De Nye Piloter drog ud på endnu en turné. Men albummet kunne ikke leve op til debuten på trods af hittet "Kommer nok hjem" og bandet blev senere opløst i 1992.
Som hovedmanden selv skrev i sangen ”Rock’n’roll Band” syv år senere:
”Jeg ved ikke, hvad der skete med vores rockorkester/ måske for lidt idé, måske lidt for mange fester/ men Jimmy han sagde lige pludselig stop, for han fik ondt i hovedet/ Og Johnny han gav langsomt op, han syntes, hans liv blev rodet.”

### 1992 - 1999
Efter tre års pause vendte Nikolaj Christensen tilbage med solopladen, Hen over Jorden, men den blev hverken fulgt af succes eller turné.
Året efter udgav Nikolaj Christensen den country- og rootsrock inspirererede Vi er på vej til et sted, hvor blomsterne får lov til at blive nede i jorden og drømme, som kastede hits af sig med ”Some Like It Hot (Det kan jeg godt)” og Steve Earle-sangen ”Du står stadig her” – sidstnævnte en duet med svenske Jill Johnson.
Den noget mere rockede Homeparty fra 1999 rummede hittet ”Jeg har det fint”, og på den efterfølgende turné blev Nikolaj Christensen forenet med de oprindelige piloter.

### 2000 - 2010
Det, som lignede et comeback, blev et regulært af slagsen, da opsamlingsalbummet Sidder på en raket udkom i marts 2000. Interessen for Nikolajs sange blev til en turné, som endte med at vare et helt år.
Nikolaj skrev og udgav sideløbende med turnévirksomheden de to album Solar Plexus (2001) og Lige på kornet (2002). Turnélivet fortsatte og blev dokumenteret på livealbummet Live 2004.
Efter fem års turnévirksomhed var bandet imidlertid slidt, og Nikolaj gik igen solo og udgav i 2006 albummet Selvantændt, som kastede en nominering til Danish Country Music Awards af sig.
Tilbage som Nikolaj og Piloterne udkom MAND! i 2009 og Valby Town året efter – sidstnævnte det første album produceret af Nikolaj Christensen selv.

### 2011 - nu
I starten af 2010’erne blev Nikolaj Christensen ramt af en voldsom tinnitus med psykiske problemer og depression til følge, men vendte tilbage til scenen igen i 2015.
I 2016 var Nikolaj og Piloterne tilbage på landevejen, hvor de med mellemrum har været siden. Undervejs har bandet udgivet sangene ”Pis og papir” (2016) og ”Dig og mig” (2019).
I 2019 udgav Nikolaj Christensen sin selvbiografi Pilot – angst, kærlighed og rockmusik (udkommet på forlaget People's Press) i samarbejde med Jakob Fälling.

## Film og teater
Som filmskuespiller spillede Nikolaj Christensen i 1989 hovedrollen i Oscarvinder og instruktør Gabriel Axéls ”Christian”. Han skrev også musik til filmen.
To år senere havde han en rolle i instruktøren Jesper W. Nielsens kortfilm ”Hjerter i slør”
På teatret har Nikolaj Christensen været med i forestillingerne ”Killer Joe” (1995) og ”As You Like It – Som man behager” (1997) – begge instrueret af Peter Langdal.
I 2000 skrev han musikken til og spillede med i Peter Hugges ”Nektar” på Jomfru Ane Teatret .

## Medlemmer
- Nikolaj Christensen, sang, guitar: 1989 –
- Christian Veitner, bas: 1989 – 2017
- Henrik Tvede, guitar: 1989 – 2005
- Flemming Rothaus, trommer: 1989 – 2002
- Matias La Cour, keyboards: 1989 – 2005
- Erik Hagström, trommer: 2001-2005
- Frank Pontoppidan, guitar: 1996-2021
- Peter Kjøbsted, bas: 2005 – 2022
- Kåre Kabel Mai, trommer: 2005 – 2020
- Søren Valsøe, piano og orgel: 2005 – 2008
- Torsten Lefman, keyboards og guitar: 2003 og 2016
- Nikolaj Teinvig, guitar: 2005 – 2008
- Mika Vandborg, guitar: 2008 – 2010
- Björn Jönsson, trommer 2001
- Åge Grønne, trommer: 1999 - 2001

## Diskografi
Studiealbums (Nikolaj & Piloterne hvor ikke andet anført)
- 1989 Piloter
- 1991 Jimmy & Vicky
- 1995 Hen over jorden (som Nikolaj)
- 1996 Vi er på vej til et sted...(som Nikolaj Christensen)
- 1999 Homeparty
- 2001 Solar Plexus
- 2002 Lige På Kornet
- 2005 Selvantændt (som Nikolaj Christensen)
- 2009 Mand
- 2010 Valby Town
- 2023 Et Glimt Af Virkeligheden

### Livealbum
- 2004 Live

### Opsamlingsalbum
- 2000 Sidder på en raket

### Gæsteoptræden
- 1995: Tangokat (med ”Go måren, go måren”.)
- 1997: Burning Love - Den Danske Hyldest Til Legenden Elvis Presley (med ”That’s All Right”)

### Sangskriver
- Nikolaj Christensen og Matias LaCour skrev sangen "Nogen gange" til albummet "Ribbet og Flået" med Peter Belli (1992).
- Skrev Built to Last til det amerikansk/franske band Bone fiction, (inkluderet på albummet Carnal Knowledge fra 1995), sammen med den amerikanske producer/sangskriver Liam Sternberg (Walk like an Egyptian)
- Skrev De Spanske Bjerge til Flemming bamse Jørgensens sidste album Tæt på og Friends Will Be Friends til det britiske band Smokies albumTake a minute. Begge sammen med Mads Haugaard